# Hieracium blaesodon
Hieracium blaesodon es una especie de planta con flor del género Hieracium, de la familia Asteraceae, orden Asterales.

## Distribución
Hieracium blaesodon se distribuye por Noruega.

## Taxonomía
Fue descrita científicamente por Omang. Fue publicada en Skr. Vidensk.-Selsk. Christiana, Math.-Naturvidensk. Kl. 1924(2): 137 (1924).